# Mexico's Next Top Model (mùa 4)
Mexico's Next Top Model, Mùa 4 là mùa thứ tư của Mexico's Next Top Model. Chương trình được chiếu trên Sony Entertainment Television vào ngày 19 tháng 8 năm 2013.
Người chiến thắng trong cuộc thi mùa này là Paloma Aguilar, 18 tuổi từ Sonora. Cô nhận được:
- 1 hợp đồng người mẫu và đại diện của Queta Rojas Model Management trị giá $100.000
- Lên ảnh bìa cùng 6 trang biên tập cho tạp chí Elle
- Chiến dịch quảng cáo cho Tommy Hilfiger trị giá $10.000
- 1 chuyến đi tới New York cho New York Fashion Week được tài trợ bởi Tommy Hilfiger
- 1 chiếc xe Volkswagen

## Thí sinh
| Thí sinh         | Tuổi | Chiều cao              | Quê quán         | Bị loại ở | Hạng              |
| ---------------- | ---- | ---------------------- | ---------------- | --------- | ----------------- |
| Jonnuem Torres   | 18   | 1,75 m (5 ft 9 in)     | Federal District | Tập 2     | 14                |
| Alejandra Ruz    | 19   | 1,75 m (5 ft 9 in)     | Jalisco          | Tập 3     | 13                |
| Lucía de la Vega | 19   | 1,70 m (5 ft 7 in)     | Quintana Roo     | Tập 4     | 12                |
| Valeria Carmona  | 18   | 1,71 m (5 ft 7+1⁄2 in) | Chihuahua        | Tập 5     | 11                |
| Magui Jimenez    | 21   | 1,78 m (5 ft 10 in)    | Guanajuato       | Tập 6     | 10-9              |
| Stefy Vargas     | 18   | 1,73 m (5 ft 8 in)     | Colima           | Tập 6     | 10-9              |
| Renata Aguilar   | 19   | 1,73 m (5 ft 8 in)     | Federal District | Tập 7     | 8                 |
| Karely Carreón   | 18   | 1,77 m (5 ft 9+1⁄2 in) | Nuevo León       | Tập 8     | 7 (dừng cuộc thi) |
| Michel Estrada   | 18   | 1,74 m (5 ft 8+1⁄2 in) | Sonora           | Tập 9     | 6                 |
| Clara Gonzalez   | 22   | 1,75 m (5 ft 9 in)     | Jalisco          | Tập 10    | 5                 |
| Bárbara Cortéz   | 20   | 1,78 m (5 ft 10 in)    | Nuevo León       | Tập 11    | 4                 |
| Iliana Ruiz      | 18   | 1,76 m (5 ft 9+1⁄2 in) | Sonora           | Tập 12    | 3                 |
| Cindy Gradilla   | 19   | 1,75 m (5 ft 9 in)     | Jalisco          | Tập 12    | 2                 |
| Paloma Aguilar   | 18   | 1,74 m (5 ft 8+1⁄2 in) | Sonora           | Tập 12    | 1                 |

## Thứ tự gọi tên
| 1  | Iliana  | Karely  | Iliana  | Cindy   | Iliana  | Bárbara | Iliana  | Cindy   | Clara   | Paloma  | Cindy   | Paloma | Paloma |  |  |  |  |  |  |  |  |  |  |  |  |
| 2  | Paloma  | Clara   | Paloma  | Bárbara | Bárbara | Cindy   | Paloma  | Bárbara | Cindy   | Cindy   | Paloma  | Cindy  | Cindy  |  |  |  |  |  |  |  |  |  |  |  |  |
| 3  | Cindy   | Renata  | Michel  | Karely  | Clara   | Paloma  | Cindy   | Paloma  | Bárbara | Iliana  | Iliana  | Iliana |        |  |  |  |  |  |  |  |  |  |  |  |  |
| 4  | Michel  | Iliana  | Stefy   | Clara   | Cindy   | Iliana  | Clara   | Michel  | Paloma  | Bárbara | Bárbara |        |        |  |  |  |  |  |  |  |  |  |  |  |  |
| 5  | Ruz     | Stefy   | Cindy   | Paloma  | Paloma  | Clara   | Michel  | Iliana  | Iliana  | Clara   |         |        |        |  |  |  |  |  |  |  |  |  |  |  |  |
| 6  | Karely  | Paloma  | Karely  | Iliana  | Karely  | Michel  | Karely  | Clara   | Michel  |         |         |        |        |  |  |  |  |  |  |  |  |  |  |  |  |
| 7  | Valeria | Bárbara | Bárbara | Stefy   | Renata  | Renata  | Bárbara | Karely  |         |         |         |        |        |  |  |  |  |  |  |  |  |  |  |  |  |
| 8  | Bárbara | Magui   | Renata  | Magui   | Magui   | Karely  | Renata  |         |         |         |         |        |        |  |  |  |  |  |  |  |  |  |  |  |  |
| 9  | Clara   | Cindy   | Lucía   | Valeria | Michel  | Stefy   |         |         |         |         |         |        |        |  |  |  |  |  |  |  |  |  |  |  |  |
| 10 | Magui   | Lucía   | Clara   | Michel  | Stefy   | Magui   |         |         |         |         |         |        |        |  |  |  |  |  |  |  |  |  |  |  |  |
| 11 | Renata  | Michel  | Magui   | Renata  | Valeria |         |         |         |         |         |         |        |        |  |  |  |  |  |  |  |  |  |  |  |  |
| 12 | Lucía   | Valeria | Valeria | Lucía   |         |         |         |         |         |         |         |        |        |  |  |  |  |  |  |  |  |  |  |  |  |
| 13 | Jonnuem | Ruz     | Ruz     |         |         |         |         |         |         |         |         |        |        |  |  |  |  |  |  |  |  |  |  |  |  |
| 14 | Stefy   | Jonnuem |         |         |         |         |         |         |         |         |         |        |        |  |  |  |  |  |  |  |  |  |  |  |  |

     Thí sinh bị loại
     Thí sinh dừng cuộc thi
     Thí sinh ban đầu bị loại nhưng được cứu
     Thí sinh chiến thắng cuộc thi
- Trong tập 1, từ 16 thí sinh bán kết đã giảm xuống còn 14 thí sinh cuối cùng sẽ chuyển sang cuộc thi chính.
- Trong tập 6, Magui được gọi là người đầu tiên có ảnh tốt nhất nhưng đã bị loại do phần thể hiện tệ nhất trong thử thách và thử thách trong phòng đánh giá.
- Trong tập 8, Karely dừng cuộc thi do chấn thương đầu gối. Thêm vào đó, Clara ban đầu bị loại khi cô rơi vào cuối bảng cùng với Iliana. Cô đã được phép ở trong cuộc thi do quyết định của Karely dừng cuộc thi.

### Buổi chụp hình
- Tập 1: Ảnh chân dung vẻ đẹp tự nhiên; Búp bê Mexico (casting)
- Tập 2: Người đàn bà hào nhoáng với người mẫu nam trong ảnh trắng đen
- Tập 3: Ảnh chân dung và toàn thân sắc sảo
- Tập 4: Phơi bày cảm xúc trước gương
- Tập 5: Trình diễn thời trang ở Lienzo Charro
- Tập 6: Mắc kẹt trên mạng nhện
- Tập 7: Những chú chim kỳ lạ trên vòng đu
- Tập 8: Áo tắm Bejeweled trong hang Las Minas De Ópalo
- Tập 9: Quảng cáo cho xe Volkswagen
- Tập 10: Người đàn bà hào nhoáng ở Acapulco
- Tập 11: Ngôi sao điện ảnh với con trăn vàng
- Tập 12: Ảnh bìa tạp chí Elle